# 朔

地球・月・太陽の位置関係。新月は1の月

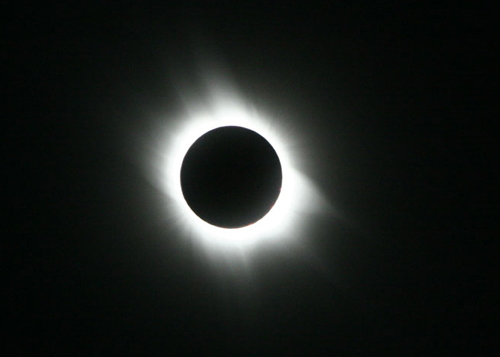
皆既日食時の新月

朔（さく、英語：new moon）とは、月と太陽の視黄経が等しくなること、また、その時刻のことである。現代的な定義での新月（しんげつ）と同義である。
月と太陽が、地球から見て同じ方向に見えるため、太陽光で照らされた月面が地球からほとんど見えず、近くに強い太陽光が見えるため相対的に月が暗く見える。
黄道と白道が極めて近いか重なる地点（月の交点）で朔となった場合に食である日食が起こる。皆既日食や金環日食時に新月の輪郭を見ることができるほか、地球照によっても新月を観察可能である。

## 朔日
朔の瞬間を含む日を朔日という。
陰暦（太陰太陽暦を含む太陰暦）では、朔日を月の始まる日「1日」とする。月の始まりは「月立ち（つきたち）」が転じて「ついたち」と言うため、朔日は「ついたち」と訓読みし、「朔」だけでも「ついたち」と読む。
朔は世界中で同タイミングに発生する。
暦月の始めの日を決定する規則に平朔と定朔とがある。これによって朔日となる暦日に違いが生じることがある。

## 新月
新月は、本来は朔の後に初めて見える月のことである。陰暦二日までは月はほとんど見えないので、陰暦三日ごろの月（三日月）が新月となる。1日の始まりを日没時とする文化があるのは、太陰暦では月の始まりを日没時に見える新月が観測される時点としていたからである（日#一日の始まり）。
初月（しょげつ）もこの新月と同じ意味である。「みかづき」の訓もある朏（ひ）も同様である。精密な天体観測がなされる前は、この新月の日を月初としていた。「ついたち」も本来は、この新しく見える月を意味した。この伝統的な意味での新月と区別するために、朔のことを暗月（あんげつ）と呼ぶことがある。